# Mossley
Mossley is een civil parish in het bestuurlijke gebied Tameside, in het Engelse graafschap Greater Manchester. De plaats telt 10.921 inwoners.